# Lac Vlasina
Pour les articles homonymes, voir Vlasina.
Le lac Vlasina (en serbe : Власинско језеро et Vlasinsko jezero) est un lac semi-artificiel situé au sud-est de la Serbie. Il se trouve à une altitude de 1 213 m et couvre une superficie de 16 km2, ce qui en fait le lac le plus élevé et le plus grand de Serbie. Il a été créé entre 1947 et 1951, quand une tourbière appelée Vlasinsko blato (le « marais de Vlasina ») a été bloquée par un barrage et submergée par les eaux des rivières avoisinantes, dont la Vlasina.
En raison de leur valeur internationale, le lac et son secteur, soit 32 909 hectares, sont inscrits depuis 2007 sur la liste des sites Ramsar pour la conservation et l'utilisation durable des zones humides,.

## Géographie

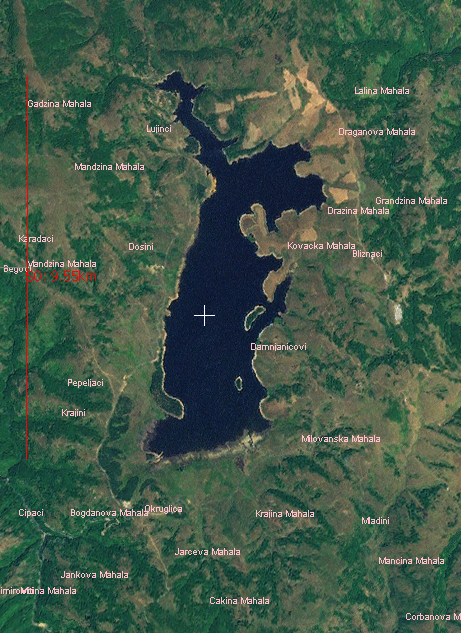
Image satellitaire du lac Vlasina

Le lac Vlasina est situé sur un plateau appelé Vlasina, à une altitude de 1 213 m. La région du lac s'étend sur les municipalités de Surdulica et de Crna Trava. Le plateau est entouré par les monts Čemernik, Vardenik et Gramada. Le lac s'étend du nord au sud sur une longueur d'environ 9,5 km et d'est en ouest sur environ 3,5 km. Sa profondeur moyenne est de 10,5 m, avec une profondeur maximale de 34 m, à proximité du barrage. Le centre du lac a une profondeur de 10 à 15 m. La rive orientale est découpée, formant deux baies ; la plus grande porte le nom de Biljanina bara et la plus petite celui de Murin zaliv ; elles sont séparées par la péninsule de Taraija. La partie méridionale sur lac, entre la péninsule de Bratanov del et l'embouchure du Božićki kanal est peu profonde (de 2 à 6 m), avec des berges marécageuses et de la tourbe.
Le barrage est situé dans la partie septentrionale du lac. Il s'agit d'une digue en béton recouverte de terre. Il a été construit entre 1946 et 1948. Il mesure 239 m de long, 139 m de large à sa base et 5,5 m à son sommet. Il a une hauteur totale de 34 m, dont 25,7 au-dessus du sol. Le réservoir qu'il a créé comprend un volume d'environ 1,65 km3 d'eau, dont 1,05 km3 sont exploitables pour la production d'énergie hydroélectrique. Quatre centrales hydroélectriques, portant le nom de Vrla (I-IV) sont situées en aval du lac, sur la rivière Vlasina, avec une capacité totale de 125 MW. Une partie du système hydroélectrique est la station de pompage Lisina, qui amène à Vlasina l'eau du lac voisin de Lisina, notamment pendant les mois d'été. Le lac Vlasina est également alimenté par de nombreux ruisseaux qui descendent des monts environnants. Le niveau de l'eau y est variable et dépend de l'arrivée d'eau et du drainage effectué par le barrage. Deux canaux artificiels pénètrent dans le lac près du barrage, le Čemernički kanal, venant de l'ouest, et la Strvna, venant de l'est.
L'accès le plus facile au lac Vlasina se fait par le sud-ouest, par la route nationale M1.13 qui vient de Surdulica ; cette route se trouve elle-même à 10 km de la route européenne E75 qui va de Niš à Skopje ; elle se prolonge ensuite en direction de l'ouest en direction du village de Strezimirovci, situé à 20 km du lac, à la frontière entre la Serbie et la Bulgarie. Le long de la rive occidentale du lac passe la route régionale R122, qui traverse le barrage et part au nord en direction de Crna Trava.

### Les îles

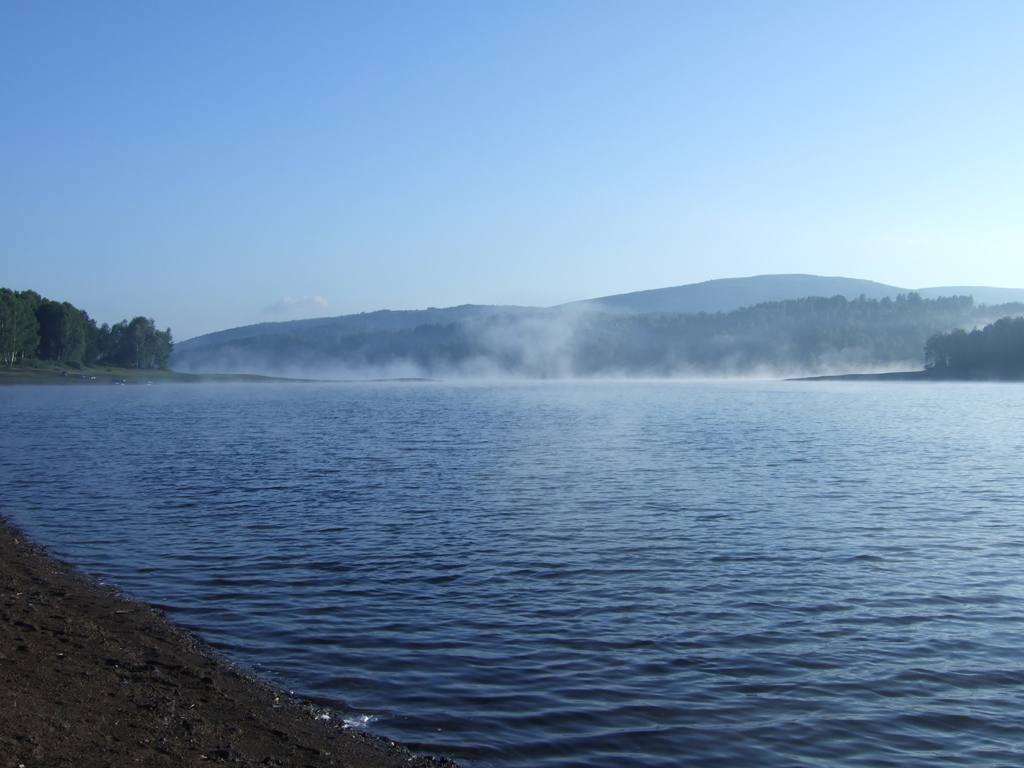
Le lac Vlasina au petit matin

Deux îles permanentes se trouvent sur la rive orientale du lac de Vlasina, l'île de Dugi del, qui couvre une superficie de 7,84 ha, et l'île de Stratorija, qui couvre une superficie de 1,82 ha. En plus de ces îles permanentes, le lac est célèbre pour ses îles flottantes, un phénomène naturel qui se produit au moment des hautes eaux, qui détachent du rivage de vastes plaques de tourbe, épaisses de 0,5 à 2 m. Poussées par le vent, elle dérivent d'une rive à l'autre, entraînant avec elles la flore et la faune et offrant un abri et de la nourriture aux poissons qui nagent au-dessous d'elles. Pour cette raison, elles constituent un lieu privilégié pour les pêcheurs. La plus importante de ces îles couvre une superficie de 8 ha et les habitants de la région l'appellent Moby Dick. Elle est couverte d'une végétation particulièrement dense, qui comprend notamment des bouleaux. En revanche, la plupart du temps, cette île reste ancrée à la rive.

### L'eau
La température de l'eau du lac Vlasina atteint 21 à 23 °C pendant les mois d'été, ce qui en fait un lieu d'attraction pour les amateurs de baignade. En revanche, l'eau du lac gèle pendant l'hiver et la couche de glace peut atteindre jusqu'à 2 m d'épaisseur. La température varie également en fonction de l'emplacement et de la profondeur. Au village de Topli Do, situé au sud du lac, se trouve une usine d'embouteillage d'eau minérale appelée Vlasinka ; cette société met en vente une eau particulièrement riche en oligoéléments, sous la marque Vlasinska Rosa. Cette marque est particulièrement réputée en Serbie. En 2005, la société Vlasina a été rachetée par la Coca Cola Company.

## Biodiversité et protection de l'environnement

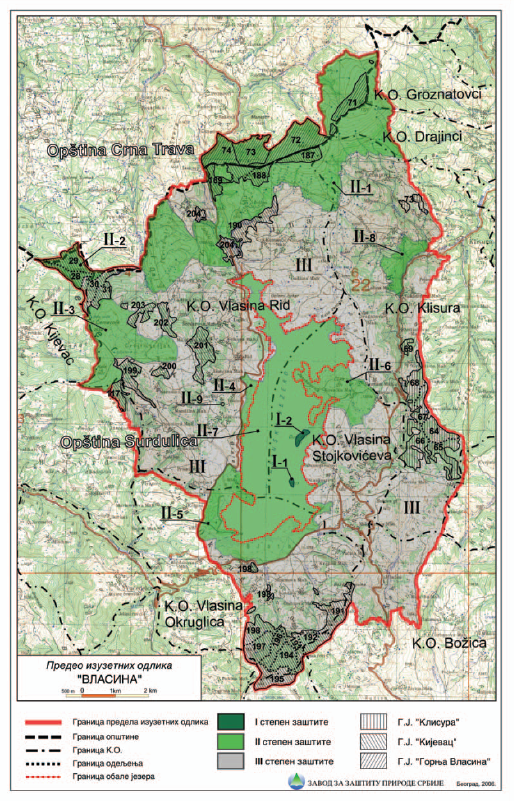
Zones protégées de la réserve naturelle de Vlasina

La flore et la faune du lac Vlasina et de sa région sont particulièrement riches : elles comprennent notamment un certain nombre d'espèces endémiques. Les abords du lacs accueillent plus de 850 espèces végétales ; ils abritent également 180 espèces de vertébrés, incluant des espèces rares de mammifères, de reptiles et d'amphibiens.

### Flore
Les environs du lac Vlasina se caractérisent par un mélange de prairies et de forêts de haute altitude. Parmi les espèces d'arbres, on peut citer le bouleau, le hêtre, le pin et le genévrier. Hêtre et pin constituent des espèces indigènes, tandis que le genévrier a été artificiellement introduit par un processus d'afforestation sur la rive occidentale du lac. Parmi les espèces indigènes, on peut signaler le bouleau blanc d'Europe (Betula pubescens) et le hêtre européen (Fagus sylvatica), qui porte des feuilles toujours de couleur jaune. . La drosera à feuilles rondes (Drosera rotundifolia) est la seule espèce de plante carnivore présente en Serbie et elle est spécifique à la région de Vlasina.

### Faune

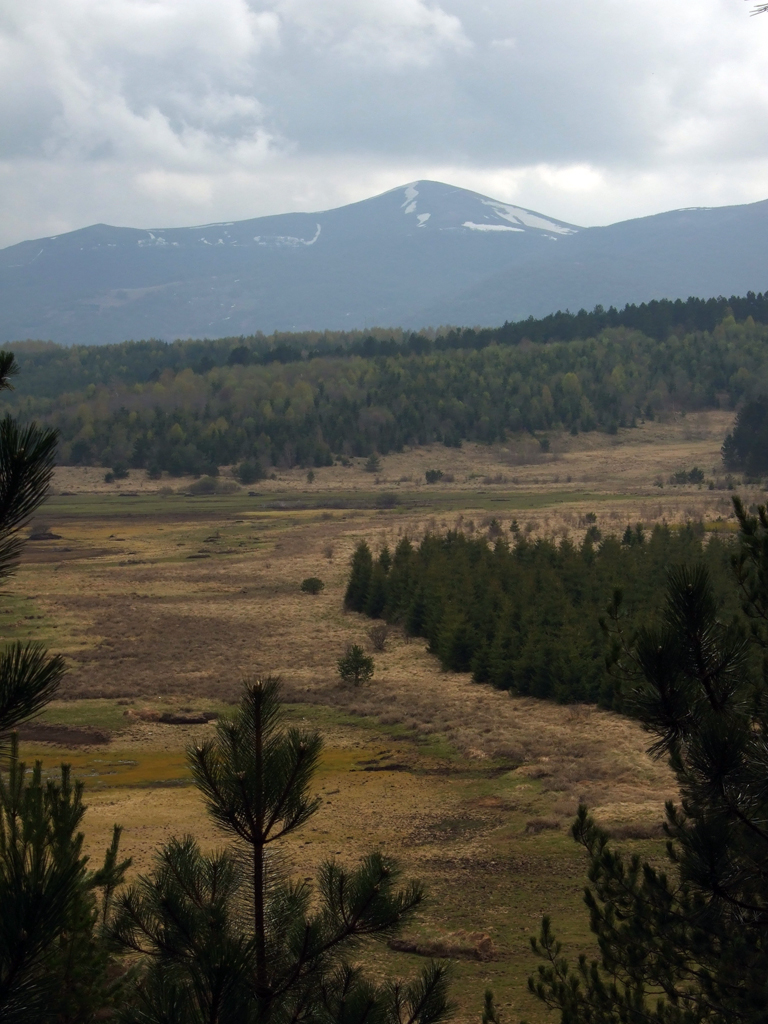
Le mont Veliki Strešer (1875 m), vu depuis le plateau où se trouve le lac Vlasina. La rivière Vlasina prend sa source au pied de ce sommet

Parmi les oiseaux des bords du lac, on peut citer le héron cendré, le fuligule morillon (Aythya fuligula) et le cormoran.
Le lac abrite un grand nombre d'espèces de poissons, parmi lesquelles on peut signaler la truite commune (Salmo trutta) et la truite d'Ohrid (Salmo letnica), la perche, le vairon, une espèce de Barbus, la carpe herbivore (Ctenopharyngodon idella), la carpe commune, la Carpe à la lune (Carassius carassius), la tanche, le gardon et beaucoup d'autres. La truite d'Ohrid a été introduite artificiellement dans le lac Vlasina mais elle s'est adapté à ce nouvel environnement ; sa chair, particulièrement appréciée des amateurs, attire de nombreux pêcheurs.

### Protection de l'environnement
En 2006, le gouvernement de la Serbie a décidé de faire de la région du lac Vlasina un espace naturel protégé de catégorie I. Dans sa totalité, la zone couvre une superficie de 12 741 ha, dont 9,6 bénéficient d'un niveau de protection 1 (les îles de Dugi Del et de Stratorija), 4 354 d'une protection de niveau 2 et 8 377 de niveau 3. Depuis 2007, le lac et son secteur, soit 32 909 hectares, sont inscrits sur la liste des sites Ramsar pour la conservation et l'utilisation durable des zones humides,.

## Tourisme
Les installations touristiques du lac Vlasina ont actuellement une capacité d'accueil d'environ 300 lits, répartis dans les hôtels Vlasina et Narcis. Outre les touristes ordinaires, ces hôtels accueillent aussi des équipes de sport venues de Serbie ou de l'étranger, attirées par les possibilités offertes par un entraînement en haute altitude. Parmi les installations disponibles, on peut signaler un terrain de football et une salle d'athlétisme.
Le Gouvernement de la Serbie a prévu un vaste projet de développement du secteur, notamment fondé sur le tourisme. Ce plan, élaboré par le Ministère du Tourisme est inclus dans les 21 projets pour le 21e siècle. Parmi les nouvelles installations prévues, on peut noter le nouveau centre touriste de Novi Rid, doté d'une capacité d'accueil de 1 000 lits et d'un centre commercial ou encore le centre touristique de Krstinci, avec une capacité d'accueil de 350 lits, le centre Džukelice, destiné aux sports d'été, une marina réservée aux voiliers (les bateaux à moteurs étant interdits sur le lac). Pour les sports d'hiver, de nouvelles installations sont prévues, notamment pour le ski nordique.